# Новофедорівка (Миколаївський район)
Новофе́дорівка — село в Україні, у Коблівській сільській громаді Миколаївського району Миколаївської області. Населення становить 1015 осіб. У селі бере початок Яр Тузла.

## Населення

### Мова
Розподіл населення за рідною мовою за даними перепису 2001 року:
| Мова       | Кількість | Відсоток |
| ---------- | --------- | -------- |
| українська | 918       | 90.44%   |
| російська  | 90        | 8.87%    |
| румунська  | 6         | 0.59%    |
| білоруська | 1         | 0.10%    |
| Усього     | 1015      | 100%     |

## Інфраструктура
Є лікарня, аптека, клуб, у якому на вихідних відкривається дискотека, школа, дитячий садок та парк. У 2010 відбулося відкриття храму Святого Михаїла за сприянням сільської громади та меценатів.

## Символіка
На гербі Новофедорівки зображений Архістратиг Міхаїл — покровитель села. Зображення скопійовано з ікони, що знаходиться в сільській церкві. Криниця на гербі нагадує про те, що колись давно в селі було кілька криниць з чистою водою.